# Nephrotoma alticrista
Nephrotoma alticrista är en tvåvingeart som beskrevs av Alexander 1941. Nephrotoma alticrista ingår i släktet Nephrotoma och familjen storharkrankar. Inga underarter finns listade i Catalogue of Life.